# Église Sainte-Eulalie-et-Sainte-Julie de Millas
Pour les articles homonymes, voir église Sainte-Eulalie.
L'église Sainte-Eulalie-et-Sainte-Julie de Millas est une église de style en partie roman située à Millas, dans le département français des Pyrénées-Orientales. Elle est inscrite monument historique en 1965.

## Histoire
Les seuls éléments véritablement d'époque romane conservés sont le clocher-tour et le portail de l'église. Le reste du bâtiment a été en grande partie reconstruit au XIVe siècle.

### Fiches du ministère de la Culture
- « Église paroissiale Sainte-Eulalie et Sainte-Julie », notice no PA00104047, sur la plateforme ouverte du patrimoine, base Mérimée, ministère français de la Culture
- « Ostensoir », notice no PM66000503, sur la plateforme ouverte du patrimoine, base Palissy, ministère français de la Culture
- « Reliquaire de la Vraie Croix », notice no PM66000504, sur la plateforme ouverte du patrimoine, base Palissy, ministère français de la Culture
- « Tableau : saint-Jean Baptiste », notice no PM66000507, sur la plateforme ouverte du patrimoine, base Palissy, ministère français de la Culture